# Dobreţu
Dobreţu é uma comuna romena localizada no distrito de Olt, na região de Oltênia. A comuna possui uma área de 17.97 km² e sua população era de 1328 habitantes segundo o censo de 2007.